# Бриедис, Улдис
Улдис Бриедис (латыш. Uldis Briedis; 23 марта 1940, Арлавас волость — 16 мая 2023, Латвия) — советский и латвийский фотограф и журналист. Кавалер ордена Трёх звёзд.

## Биография
Родился в 1940 году в местечке «Перкони» Арлавской волости. В 1961 году окончил Валдемарпилскую среднюю школу. C 1962 по 1966 год работал штурманом и капитаном в рыболовецком флоте. В 1963 году окончил курсы капитанов рыболовных судов. В 1966 году начал работать фотографом и журналистом сначала в районной, потом в городской Лиепайских газетах.
С 1969 года участвовал в фотовыставках. В 1975 году, с целью обследования латышских общин, вместе с Ингварсом Лейтисом совершил шестимесячное путешествие на велосипеде через Белоруссию, Россию и Сибирь во Владивосток. В 1976 году начал работать в лиепайской городской газете под псевдонимом Матисс Перконс (латыш. Matīss Pērkons). С 1979 по 1989 год Бриедис работал фотографом в газете «Падомью яунатне», а с 1991 года — в газете «Диена». С 1979 года член фотоклуба «Рига».
В 2010 году вышла книга Лаймы Славы «Laika mednieks», посвящённая Улдису Бриедису. В 2016 году в рижском кинотеатре Splendid Palace открылась выставка черно-белых фотографий Улдиса Бриедиса.
Фотографии Улдиса Бриедиса находятся в коллекциях Латвийского национального художественного музея, Латвийской национальной библиотеке, Латвийского музея фотографии и др.
Улдис Бриедис умер 16 мая 2023 году, похоронен на кладбище Райниса.

## Награды и почётные звания
- Лучший фотограф прессы (1984, 1988)[2]
- Приз Латвийского союза журналистов (1988)[2]
- Приз «Золотой гвоздь», лучший портретный фотограф (1997, 2000)[2]
- Орден Трёх звёзд пятой степени (2011)[2]